# HD10260
HD10260 — хімічно пекулярна зоря спектрального класу B8, що має видиму зоряну величину в смузі V приблизно  6,7.
Вона  розташована на відстані близько 994,4 світлових років від Сонця.

## Пекулярний хімічний вміст
Зоряна атмосфера HD10260 має підвищений вміст Si.